# 戸田忠友

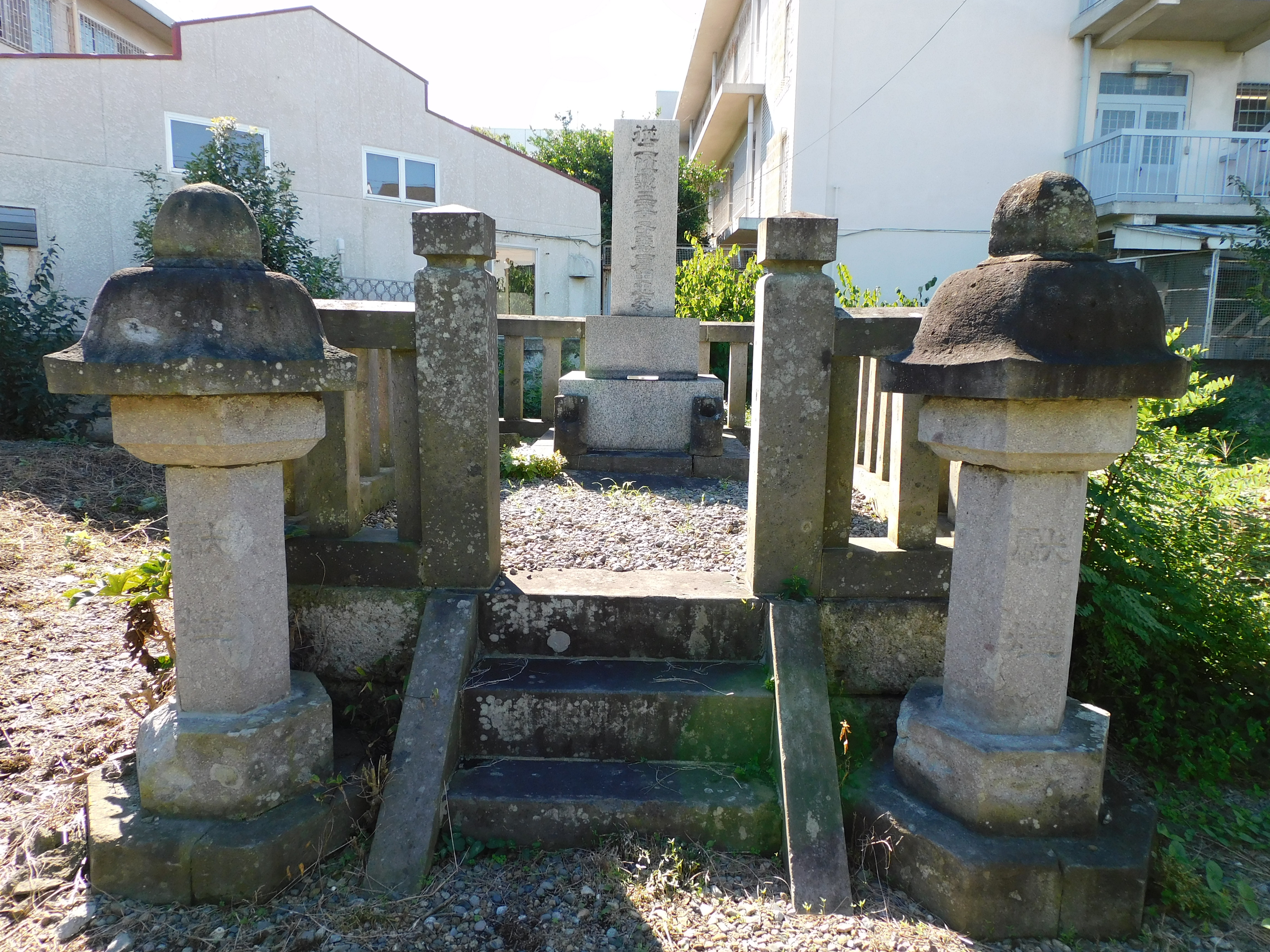
戸田忠友の墓

戸田 忠友（とだ ただとも）は、幕末の大名、明治から大正期の華族・官僚・神職。下野宇都宮藩の最後の藩主、のち同藩知事。宇都宮藩戸田家13代。

## 経歴
弘化4年（1847年）8月22日、戸田家分家の7000石の旗本である戸田忠偲の長男として、江戸浜町の屋敷で生まれる。母は戸田本家8代戸田忠翰の娘である。文久2年（1862年）5月28日に江戸幕府第14代将軍・徳川家茂の小姓となり、12月16日に従五位下に叙位し、元治元年（1864年）5月24日に安房守に任官した。
元治2年（1865年）、本家の宇都宮藩主戸田忠恕（同年齢で母方の従兄にあたる）は天狗党の乱鎮圧失敗などにより、幕命により強制隠居・謹慎を命じられ、正月25日、忠友が本家の家督を継いだ。幕府はさらに加えて忠友を陸奥棚倉藩に左遷しようとまでしたが、一門家老の戸田忠至の尽力により転封は免れた。この功績により、忠友は慶応3年（1867年）に1万石を忠至に分与して支藩高徳藩を立藩させている。このため、宇都宮藩は6万7850石となった。
慶応3年（1867年）7月25日に奏者番・寺社奉行を兼任する形で任命され、慶応4年（1868年）2月16日まで務めた。戊辰戦争では官軍についたが、朝敵となった元将軍徳川慶喜の助命嘆願を行なうべく宇都宮藩兵100人を伴って2月に上洛しようとしたため、道中の大津湊で抑留された。このため、6月8日には政府から隠居を命じられたが、11月4日には再勤を許された。
この間、宇都宮藩軍は日光へ敗走する旧幕府勢力の大鳥圭介らと激しく攻防したが、宇都宮城が落城した。
この激戦の勲功により、明治2年（1869年）6月2日には賞典禄1万石を下賜される。
直後の6月24日に版籍奉還で宇都宮藩知事となり、明治4年（1871年）7月14日の廃藩置県まで在職した。
版籍奉還の際に定められた家禄は現米で1883石。明治9年（1876年）の金禄公債証書発行条例に基づき家禄と賞典禄（実額2500石）の合計4383石と引き換えに支給された金禄公債の額は8万901円27銭5厘（華族受給者中82位）。明治前期に忠友の住居は東京市浅草区浅草冨坂町にあった。
明治6年（1873年）3月10日に権少教正に任じられ、6月29日に少教正、明治7年（1874年）6月8日に権中教正に任じられ、学校の創設資金などを供出するなどしている。また、神職（宇都宮二荒山神社宮司）を歴任した。明治17年（1884年）の華族令で子爵となる。明治20年（1887年）12月26日に正五位に昇叙され、明治25年（1892年）7月に従四位、明治30年（1897年）7月に正四位に昇叙され、明治36年（1903年）に従三位、大正元年（1912年）に正三位、大正13年（1924年）に従二位・勲三等瑞宝章に昇叙された。
大正13年（1924年）2月10日に死去。享年78。

## 家族
- 実父：戸田忠偲
- 実母：松枝 - 戸田忠翰の娘
- 養父：戸田忠恕
- 正室：戸田淑子 - 戸田忠至の養女、戸田忠温の娘
  - 長男：寧（）
  - 女子：戸田豊子 - 伯爵有馬頼萬後妻
- 側室：中嶋氏
  - 次男：戸田忠庸
  - 男子：戸田忠慎
- 側室：鈴
- 側室：とみ
- 側室：錫
- 生母不明の子女
  - 三男：昿（）
  - 四男：清